# Fancy That
Fancy That è il secondo mixtape della cantautrice britannica PinkPantheress, pubblicato il 9 maggio 2025.

## Descrizione
Per la realizzazione di Fancy That PinkPantheress ha dichiarato di aver mutato il suo approccio alla musica, traendo maggiormente ispirazione dalla musica dance tradizionale e da artisti come Basementt Jaxx, Groove Armada e Fatboy Slim. A tal proposito, l'artista ha dichiarato:

## Accoglienza
| Recensione     | Giudizio |
| -------------- | -------- |
| Clash          | 8/10     |
| DIY            |          |
| The Guardian   |          |
| NME            |          |
| Pitchfork      | 8/10     |
| Rolling Stone  |          |
| Slant Magazine |          |

Fancy That ha ottenuto recensioni prevalentemente positive da parte dei critici musicali. Su Metacritic, sito che assegna un punteggio normalizzato su 100 in base a critiche selezionate, l'album ha ottenuto un punteggio medio di 82 basato su undici recensioni.

## Tracce
1. Illegal – 2:29
2. Girl like Me – 2:24
3. Tonight – 2:56
4. Stars – 2:21
5. Intermission – 0:24
6. Noises – 1:44
7. Nice to Know You – 2:50
8. Stateside – 2:48
9. Romeo – 2:34

## Successo commerciale
Il disco ha debuttato alla 3ª posizione della Official Albums Chart britannica con 11 126 unità di vendita, segnando la prima top ten della cantante.

## Classifiche
| Classifica (2025) | Posizione massima |
| ----------------- | ----------------- |
| Australia         | 12                |
| Belgio (Fiandre)  | 82                |
| Belgio (Vallonia) | 107               |
| Croazia           | 31                |
| Irlanda           | 31                |
| Lituania          | 53                |
| Nuova Zelanda     | 12                |
| Paesi Bassi       | 58                |
| Portogallo        | 82                |
| Regno Unito       | 3                 |
| Stati Uniti       | 72                |
| Svizzera          | 46                |